# クロイツタール
クロイツタール (ドイツ語: Kreuztal, ドイツ語発音: [ˈkrɔ‿yt‿staːl] ( 音声ファイル)) は、ドイツ連邦共和国ノルトライン＝ヴェストファーレン州アルンスベルク行政管区のジーゲン＝ヴィトゲンシュタイン郡の市である。

## 地理

### 位置
クロイツタールはジーガーラント北部の中低山地に位置するヴェストファーレンの都市である。この街はロタール山地の西端にあたる。
東から流れて来るフェルンドルフバッハ川が街を貫いている。この川は街の中心部で南に向きを変え、ブッシュヒュッテン市区から市外へ出る。
リットフェ川は市の北部で湧出する。この川はブルクホルディングハウゼン市区、リットフェルト市区、クロムバッハ市区、アイヒェン市区、フェリングハウゼン市区を流れ、街の中心部でフェルンドルフバッハ川に合流する。
市の西部でヘースバッハ川が湧出する。この川はオーバーヘース市区、ミッテルヘース市区、ユンケルンヘース市区、フェリングハウゼン市区を流れ、連邦道 B54n号線を跨ぐ歩道橋や鉄道ジーゲン - ハーゲン線（ルール＝ジーク路線）の付近でリットフェ川に注ぐ。
この街は、フェルンドルフバッハ川、リットフェ川、ヘースバッハ川の谷が集まって形成される十字型の谷に位置している。

### 地質学
この街の市域は、ライン・シーファー山地の一部である。最も南に位置するブッシュヒュッテン市区の南部はジーク川の谷へ移行する。下層部は鉄を含む様々な岩層が積層しており、表層はローム＝砂質の風化土壌が覆っている。

### 市域の広がり
市域の面積は 71.07 km2 である。その用途別占有率は以下の通りである:
| 土地用途別面積 | 面積 (km2) | 占有率 |
| -------------- | ---------- | ------ |
| 農業用地       | 10.35      | 14.6 % |
| 森林           | 42.46      | 59.7 % |
| 住宅・産業用地 | 11.00      | 15.5 % |
| 交通用地       | 5.29       | 7.4 %  |
| 水域           | 0.40       | 0.6 %  |
| その他の用途   | 1.57       | 2.2 %  |

市内の最高地点はブルクホルディングハウゼンの海抜 655 m の「ホーエ・ヴァルト」である。最低地点はブッシュヒュッテンのフェルンドルフバッハ川が市外に抜ける地点で海抜 260 m である。南北の幅は 12 km、東西の幅は 11 km である。
市の最高地点である海抜 655 m のホーエ・ヴァルト山頂は連邦軍の所有であり、立ち入ることはできない。これ以外の山は、キンデルスベルク（海抜 617.9 m）、マルティンスハルト（海抜 616.1 m）、ビルクハーン（海抜 604.5 m）、ツーゲンベルク（海抜 521 m）がある。

### 隣接する市町村
クロイツタールは、郡の北西に位置しており、東はヒルヒェンバッハおよびネトフェン、南は郡庁所在地のジーゲン（以上、ジーゲン＝ヴィトゲンシュタイン郡）、西はヴェンデン、北はオルペおよびキルヒフンデム（以上、オルペ郡）と境を接する。

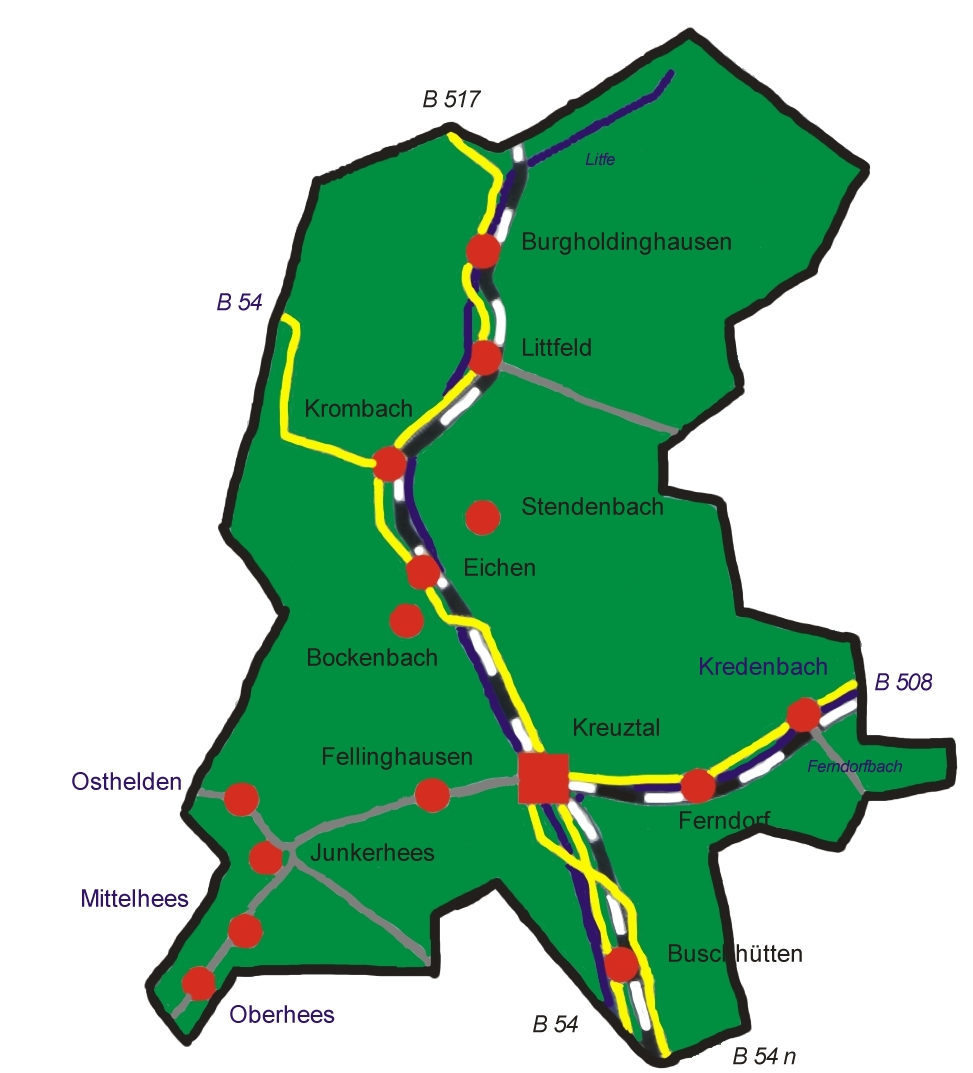
クロイツタールの市区図

### 市の構成
クロイツタール市は、北部のブルクホルディングハウゼン、リットフェルト、クロムバッハ、ボッケンバッハ、アイヒェンおよびシュテンデンバッハ、中部のクロイツタール、西部のオストヘルデン、オーバーヘース、ミッテルヘース、ユンケルンヘースおよびフェリングハウゼン、東部のフェルンドルフおよびクレーデンバッハ、南部のブッシュヒュッテンの各市区に分割される。

## 歴史
クロイツタール市は1969年1月1日の市町村再編によって現在の形になった。本市は、当時独立した町村であったブルクホルディングハウゼン、ブッシュヒュッテン、アイヒェン（現在のシュテンデンバッハ市区とボッケンバッハ市区を含む）、フェリングハウゼン、フェルンドルフ、クレーデンバッハ（ただしノイローエ集落を除く）、クロイツタール（エルンスドルフを含むクロイツタール市区）、クロムバッハ、リットフェルト、オストヘルデン（ユンケルンヘースを含む）および、かつてアムト・フロイデンベルクに属していたオーバーヘース、ミッテルヘース、ダールブルーフの一部が合併したものである。しかしこの合併は、当時反対なく進行したわけではなかった。相当数の住民が、この新しい町の開発がどのように行われるのか疑問だったのである。
かつてアムト・フェルンドルフに属していたブーヒェンは後にジーゲンに、クレーデンバッハのローエ耕牧地の一部はヒルヒェンバッハに編入された。
現在この街に属す集落に関する最も古い文献記録は1067年に遡る。そこには、Berentraph という名称で、後のフェルンドルフ市区について記録されている。これはジーガーラントで最も古くに記録された集落の1つである。フェルンドルフは現在の市が成立するまでは、アムト・フェルンドルフの名称の元となっていた。
エルンスドルフ集落は、Erinstorff として1417年/1419年に文献に初めて記録されている。エルンスドルフはライン同盟の時代まで首長の所在地でもあった。
現在市名となっているクロイツタールは、1826年にフェルンドルフの受洗者名簿に Creuzthal という表記で登場する。
17世紀から18世紀に60戸があったリットフェルト市区は、ジーガーラントで最も住人の多い集落の1つであった。
現在のクロムバッハ地区に1800年頃、自家醸造の居酒屋からビール醸造所が設立された。この醸造所は1896年までハース家が経営していた。1922年にベルンハルト・シャーデベルクがこのハース醸造所を引き継ぎ、後にクロムバッハ醸造所と改名した。この時からシャーデベルク家はこのビール醸造所の共同所有者となっている。
製鉄・鍛造工場の協同組合的伝統に基づき、1831年にクロムバッハに粗鋼倉庫が設けられた。これはジークラントで最初の貯蓄銀行設立につながった。
鉄道建設はこの街の念願であった。1861年にルール＝ジーク路線が開通した。1865年にアムト当局は、フェルンドルフ、クレーデンバッハ、ブーヒェンの代議士の反対を押し切って、フェルンドルフではなくクロイツタール駅の近くにアムト役場を建設することを決定した。1867年にケルン＝ミューゼン鉱山アクティエン＝フェラインがランゲナウにクロイツタール製鉄所を開設し、1917年には年間13万トンの銑鉄を生産するまでになった。クロイツタールは1880年から鉄道の乗換駅となった。1888年まで段階的にエルンテブリュック - バート・ラースフェ - マールブルク方面への路線（クロイツタール＝ケルベ線）が建設された。クロイツタール - ヒルヒェンバッハ区間は1884年3月1日に開通した。クロイツタール - オルペ - マイネルツハーゲン線の建設も計画されたが、最初にマイネルツハーゲンからクルメンエルルまでの区間が開業しただけであった。
1888年にアイヒェナー醸造所が家族経営の形態で設立された。この経営者は、かつてアイヒェナー圧延工場と密接な関係にあった。
1928年3月17日にエルンスドルフがクロイツタールに改名した。
1951年に SAGの子会社「ジーバウ」がホールの建築を始め、1959年からガレージ扉の製造を開始した。

### 市の発展
- 1960年: スポーツ・文化イベントのための多目的ホール「オットー＝フリック＝ハレ」完成
- 1963年: 福音主義十字架教会完成
- 1963年: クレーデンバッハに福音主義病院建設
- 1968年: フリッツ＝エルラー住宅地の建設工事開始
- 1973年: 内市街のシニアセンター完成
- 1977年: クライツタールに近代的なショッピングセンターが完成[5]
- 1991年: 市中心部に87台収容の地下駐車場完成（建設費140万ユーロ）
- 1992年: 市庁舎の増改築工事（160万ユーロ）
- 2007年: 駅舎を文化ステーションに改築（210万ユーロ）

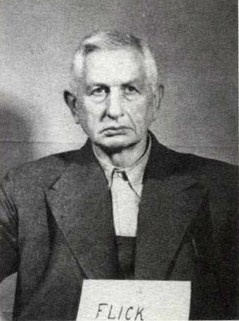
ニュルンベルク裁判時のフリードリヒ・フリック

- 2015年: 図書館の改築・移転

### 名誉市民フリードリヒ・フリック
1980年代に、報道雑誌「デア・シュピーゲル」の記事がクロイツタールを「買われた街」と称したことはセンセーションを巻き起こした。大企業家フリードリヒ・フリックは1932年から NSDAP に献金し、その後入党すると、1934年/1935年から親衛隊全国指導者友の会の会員となった。彼は最大の武器製造者・受益者の1人であった。彼はユダヤ企業のアーリア化を大規模に行い、「莫大な規模で」強制労働者を受け容れた。彼の名にちなんで「フリック裁判」と呼ばれるニュルンベルク継続裁判ケース V（彼の他にもクロイツタールやダールブルーフの企業家が被告席についた）で彼は、奴隷労働、奴隷労働目的の拉致、占領地域における略奪、親衛隊の戦争犯罪への加担により7年の禁固刑を受けた。1950年、アメリカのジョン・J・マクロイ高等弁務官による特定のナチス犯罪者の禁固期間短縮により釈放された。彼は、倫理的、政治的負担の告白や国家社会主義者の犯罪についての供述を拒み続けた。

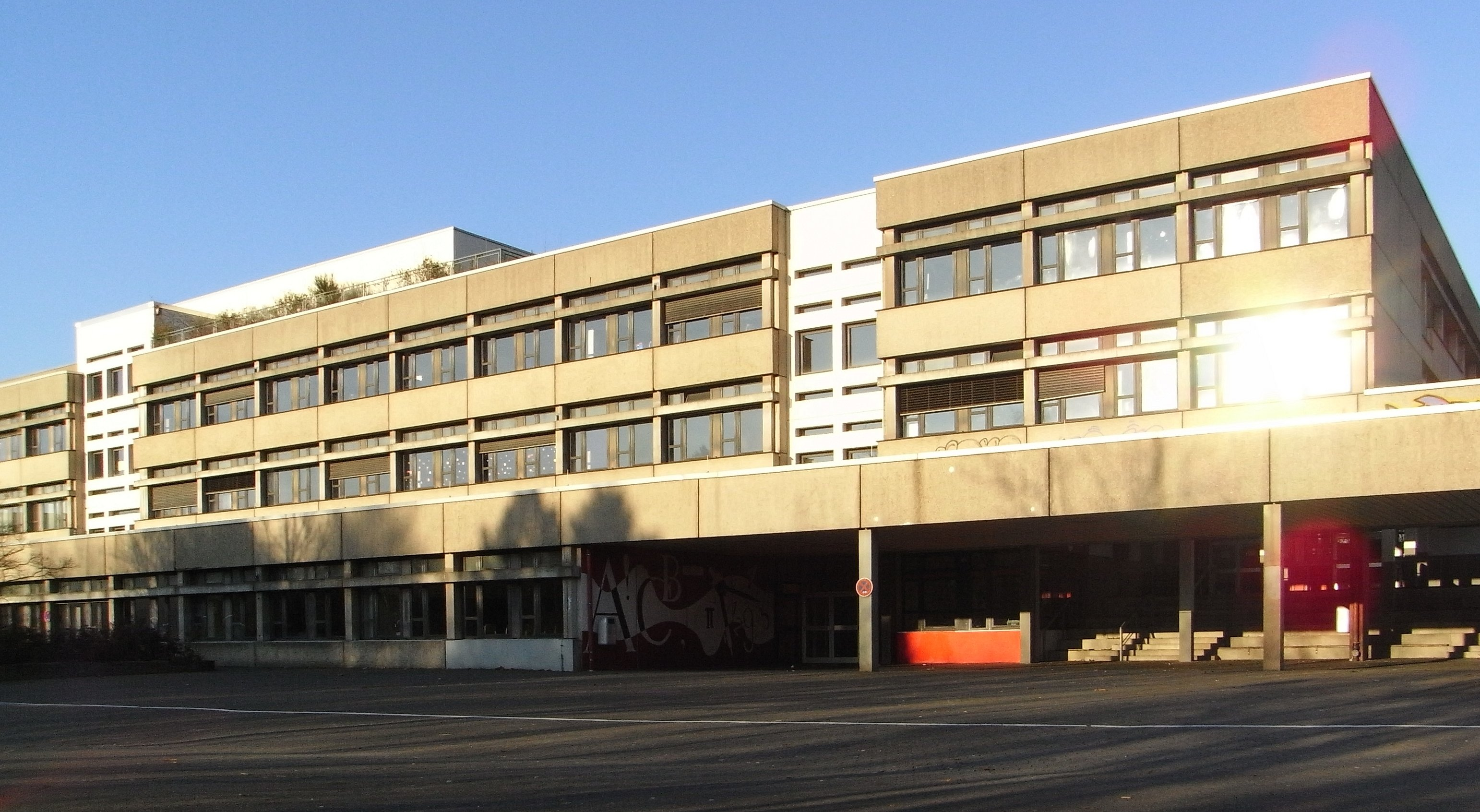
クロイツタール市立ギムナジウム（旧フリードリヒ＝フリック＝ギムナジウム）

1954年、彼はCDU、SPD、BHEの推薦により彼はクロイツタール市の名誉市民となった。さらに1970年代に設立された市立ギムナジウムに彼の名が冠された（フリードリヒ＝フリック＝ギムナジウム、略称 FFG）。それは、彼が税制上の優遇措置を受け、彼の会社に還付されるはずの 300万ドイツマルクを財団に寄贈したためであった。
彼の名前を冠することについて、そのフリードリヒ・フリックの特殊な経歴から批判が絶えず、定期的に集中的な議論がわき起こった。その反響は市境を越えて広く伝播した。レア・ロッシュやベルント・エンゲルマンといった作家がこれに参加した。この学校で教鞭を執る教育者の多くは口をつぐみ、改名などといった学校運営について言明することを拒否した。CDU、FDP、SPD代表者による議会での多数 (29:16) は、議会外での要望や、緑の党が提案した「ヤヌシュ＝コルチャック＝シューレ」への改名を却下した。1994年、イグナツ・ブービスによって、フリックが金で自らの名前を浄化しようとしていることが明らかになった。ブービスは、フリードリヒ・フリックにちなんで名付けられた学校に娘を通わせることは決してしたくなかった。クロイツタールの文化生活におけるフリックの役割に関するルポルタージュは、経済出版物のためのゲオルク・フォン・ホルツブリンク賞を受賞した。2007年から2008年に議論が再燃した。元学生たちが主導して批判的な回顧録「フリックは模範でない」を著したことが新たな衝撃をもたらした。地域外のメディアもこれを報道した。
何ヶ月もの議論の後、クロイツタール市議会は、2008年11月6日にギムナジウムを「クロイツタール市立ギムナジウム」と改名することを決定した。

## 住民

### 宗教
（2008年6月30日現在）
- 56.7 % 福音主義
- 18.1 % カトリック
- 25.2 % その他

- 福音主義教会

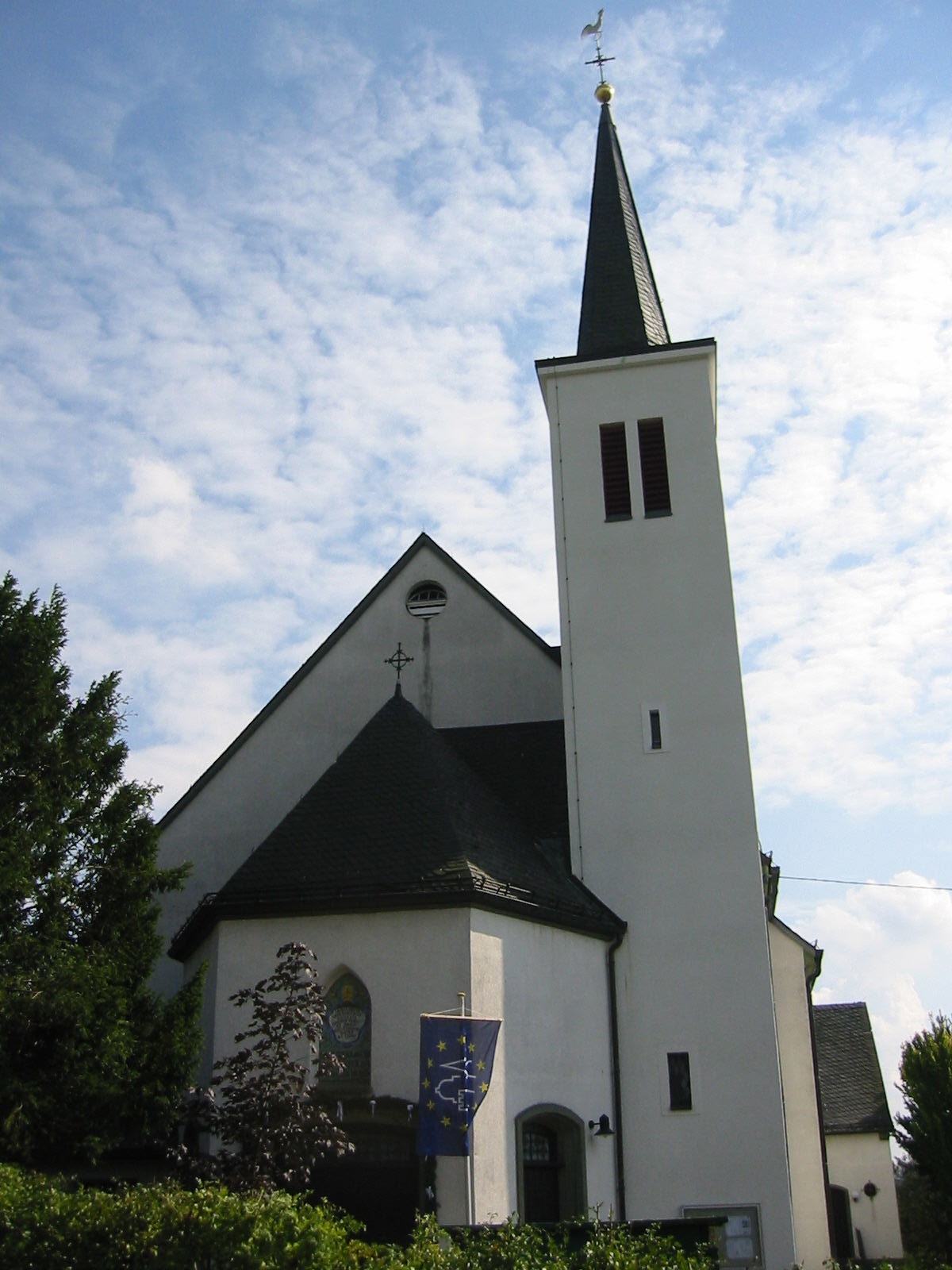
カトリックのヨハネス教会

  - クロイツタール市内には、ブッシュヒュッテン、フェルンドルフ/クレーデンバッハ、クロイツタール、アイヒェン/クロムバッハ/リットフェルトの福音主義教会がある。ミューゼンとヒルヒェンバッハの教会を合わせて、合計12の教区からなる福音主義ジーゲン教会クライスの「リージョン 7」を形成している。主要な教会はクロムバッハとフェルンドルフにある。
- カトリック教会
  - クロイツタールには、1877年からカトリック教会がある。この教会は1880年に駅に近いデルンベルクの麓に土地を購入し、1887年にカトリックの学校を創設した。20世紀の初め、1904年に聖ヨハネス教会の定礎がなされ、翌年に完成した。第一次世界大戦後、1920年に聖ヨハネス教会区として独立した[11]。さらに、もう一つ別のクロムバッハ、リットフェルト、アイヒェンを管轄する教会が設立されている。
- イスラム教会
  - クロイツタールには旧ドイツ郵便本館に ファーティフ＝モスクがある。
- その他の宗教団体
  - 新使徒派教会（ドイツ語版、英語版）
  - エヴァンゲリシェ・ゲマインシャフト
  - ジーガーラント・フォルクスミッション

## 行政

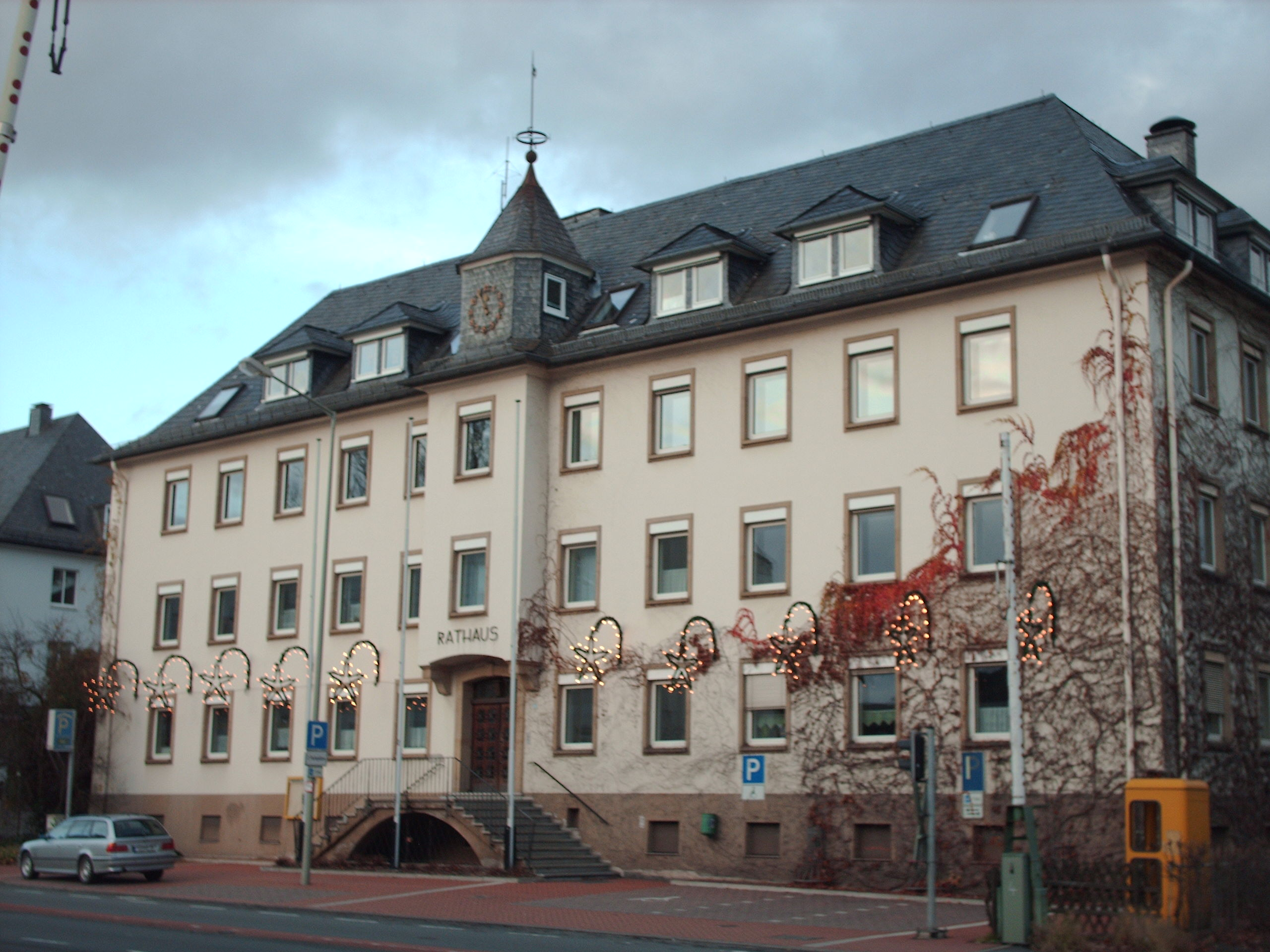
クロイツタール市庁舎

### 市議会
クロイツタールの市議会は、38議席からなる。

### 首長
1969年の市町村統合後の市長を列記する。
- 1969年 - 1975年　エルハルト・ネーフ (CDU)
- 1975年 - 1980年　ヒルマー・ゼレ (SPD)
- 1981年 - 1994年　カール＝ハインツ・トーマス (SPD)
- 1994年 - 1999年　ヘルムート・ネリング (SPD)
- 1999年 - 2009年　ルドルフ・ビールマン (CDU)
- 2009年 -　ヴァルター・キス (SPD)[13]

### 紋章
図柄: 金地と青地に上下二分割。上部は水平に置かれた青い角笛。左（向かって右）に吹き口があり、ベルトがついている。下部は金の斜め十字。
市の紋章は上下2つの部分に分けられる。上部にはクロイツタール＝フェルンドルフの古い紋章から採られた角笛が描かれている。これは同時にナッサウ＝オラニエ侯家の象徴であり、この街の過去を示すものでもある。下部は十字型の谷に位置するこの町の形を表している。金色（オレンジ色）はオラニエ家の色であり、青はかつてのナッサウ侯家の色である。

### 姉妹都市
- 姉妹都市[14]
  -  フェルンドルフ（ドイツ語版、英語版）（オーストリア、ケルンテン州）1967年
  -  ナウエン（ドイツ語版、英語版）（ドイツ、ブランデンブルク州）1991年
- 友好都市
  -  スコチュフ（チェコ語版、英語版）（ポーランド、シロンスク県）2003年

## 文化と見所

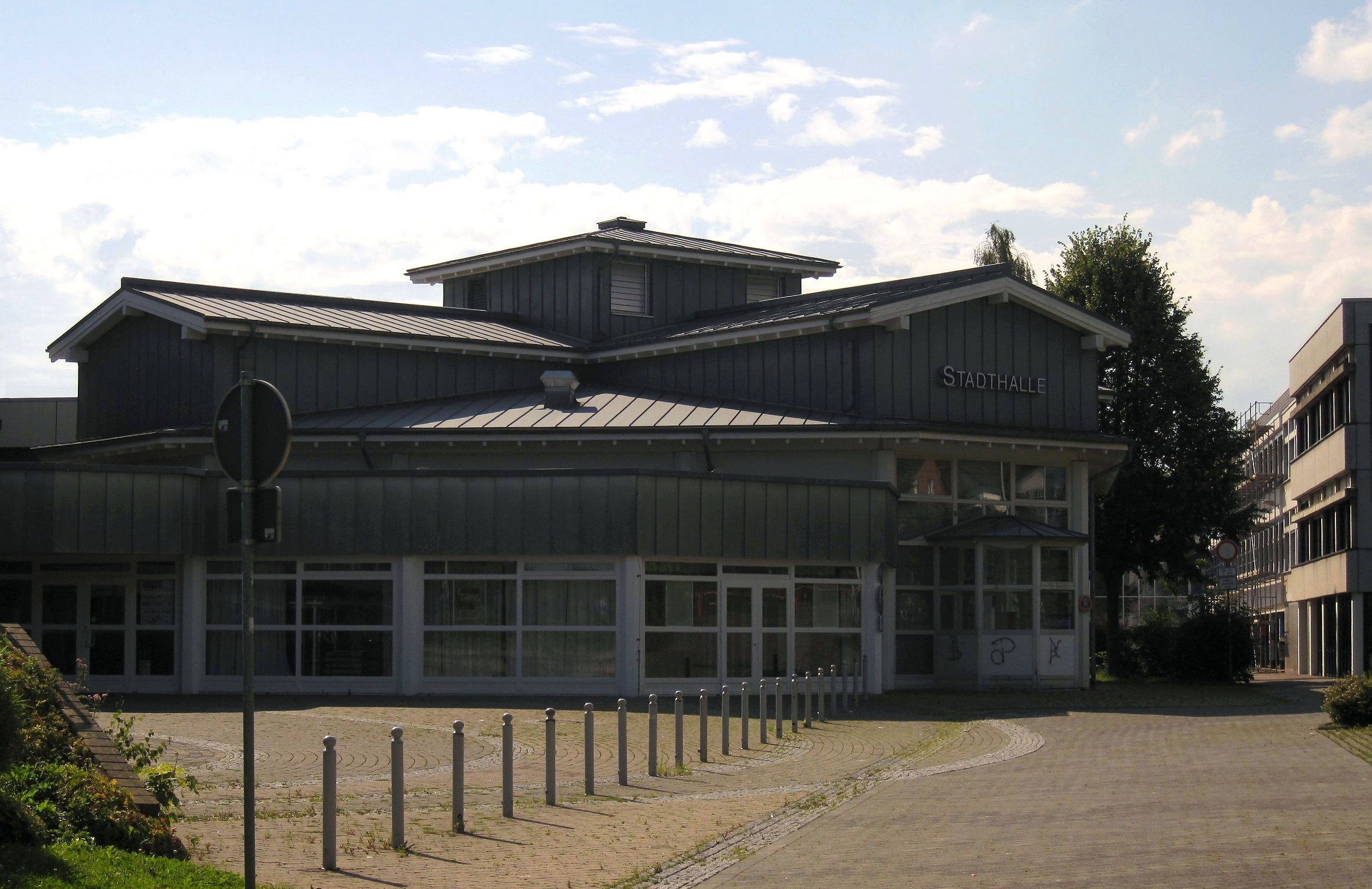
クロイツタール市立ホール

### 演劇
学校センターにある1989年から1990年に建設された市立ホールでは、多彩で変化に富んだ文化プログラムが上演されている。さらに、たとえば学生の演劇上演などのイベントも毎年ここで行われる。

### 博物館
フェルンドルフ市区には郷土博物館がある。約 200 m2 の広さに先史時代・古代の出土品や、17世紀から18世紀の郷土の手工芸製品および生活文化の物品などが展示されている。

### 建築、文化財
- 文化の駅

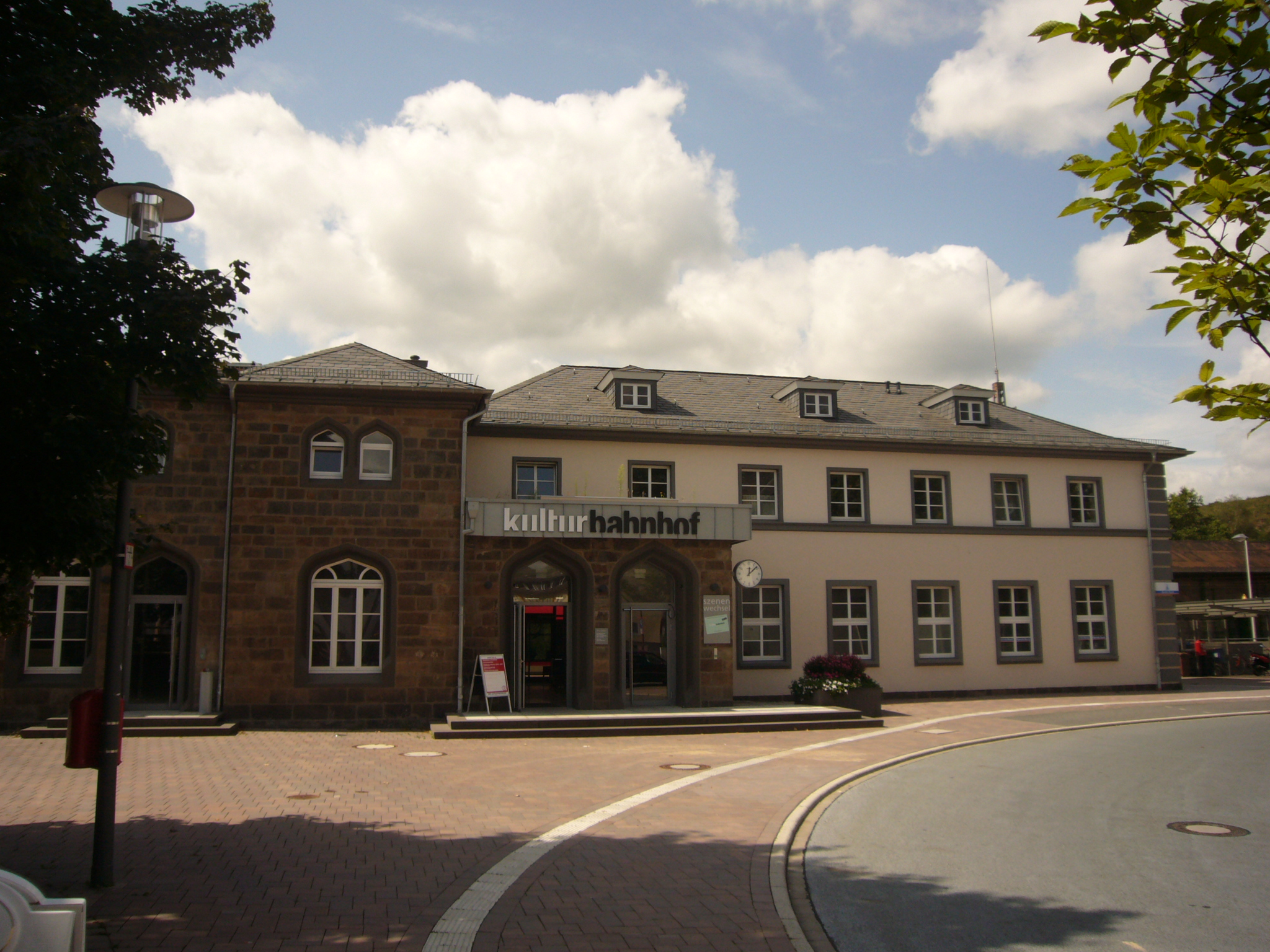
クロイツタール文化の駅

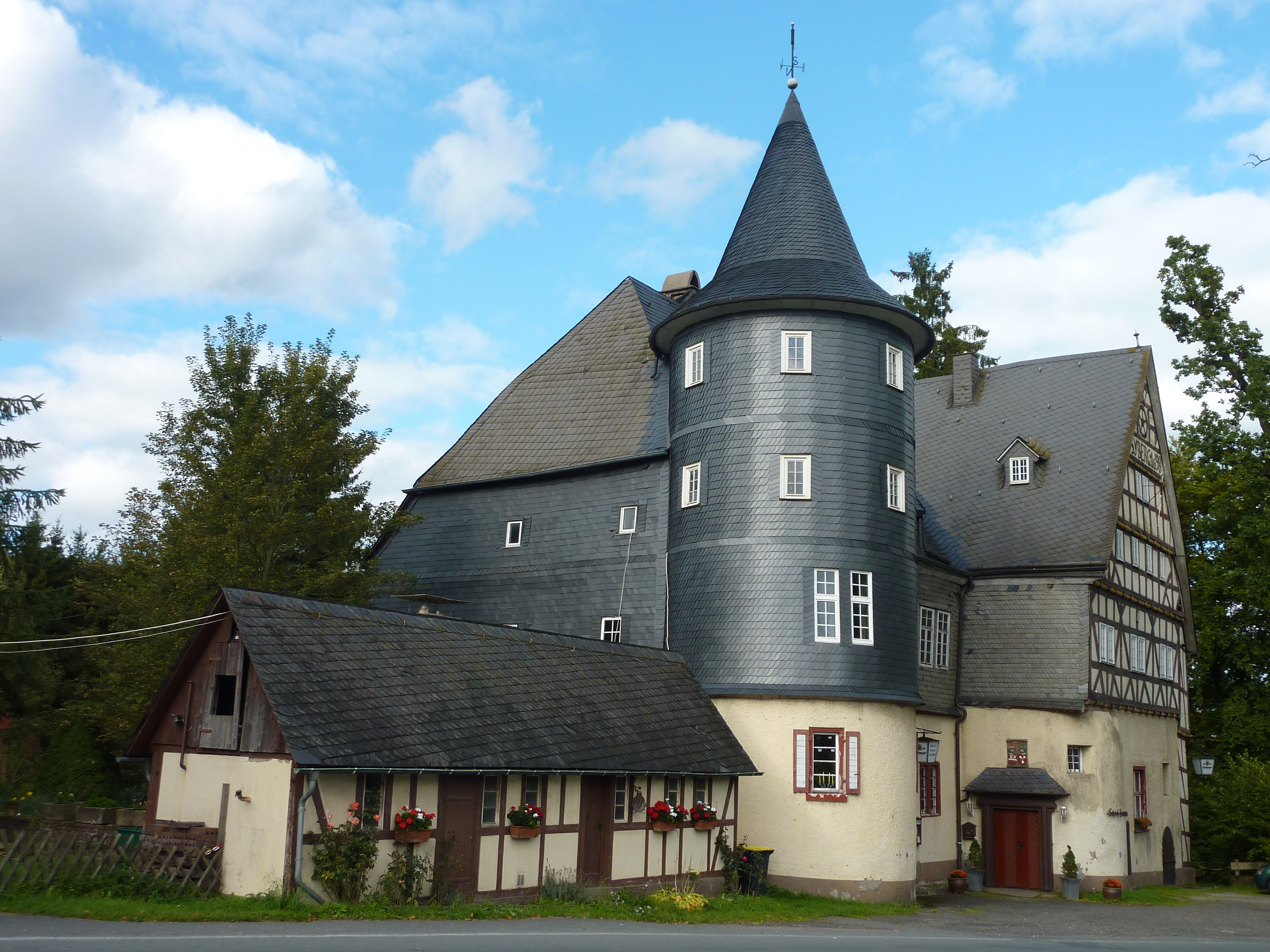
ユンケルンヘース城

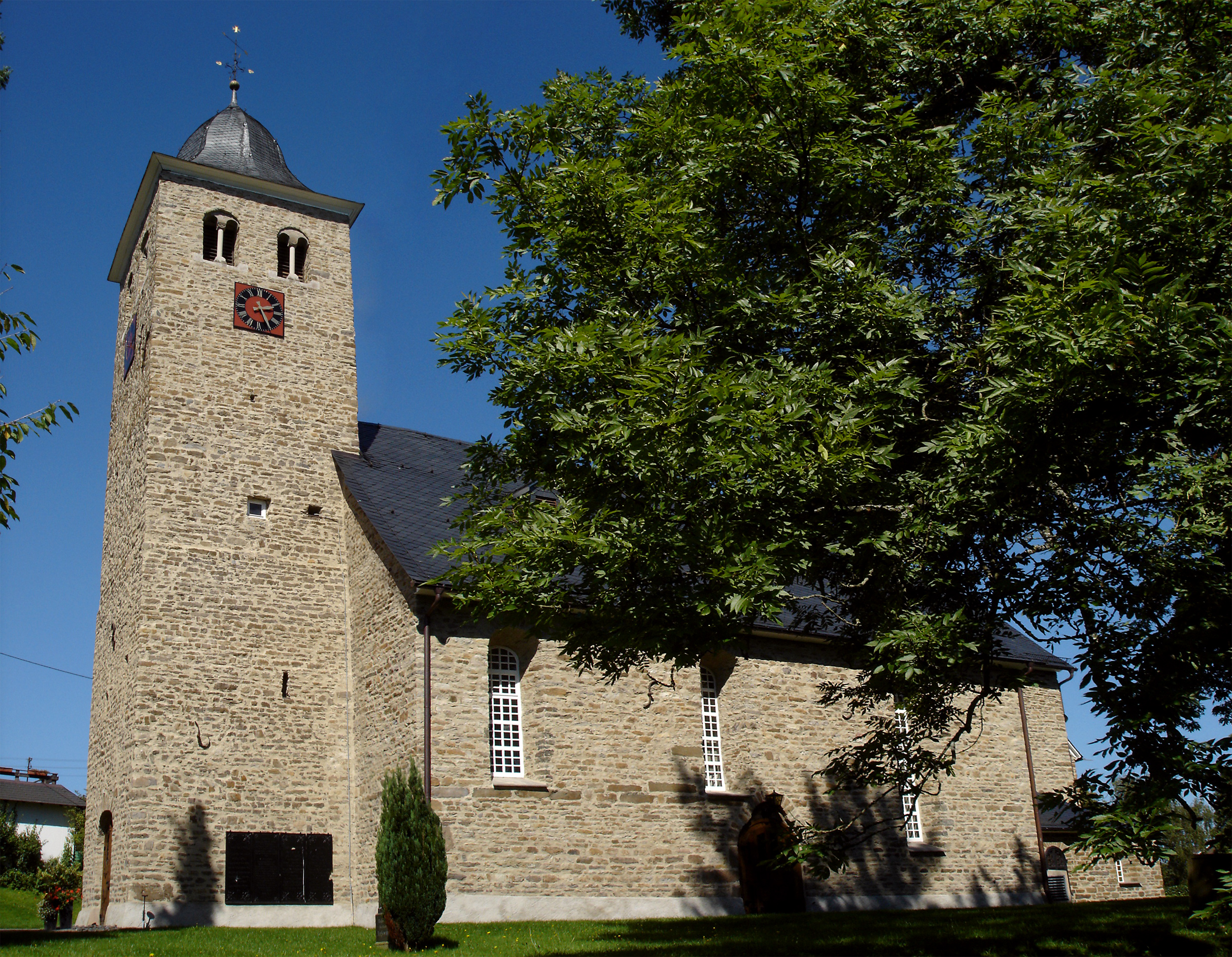
クロムバッハの福音主義教会

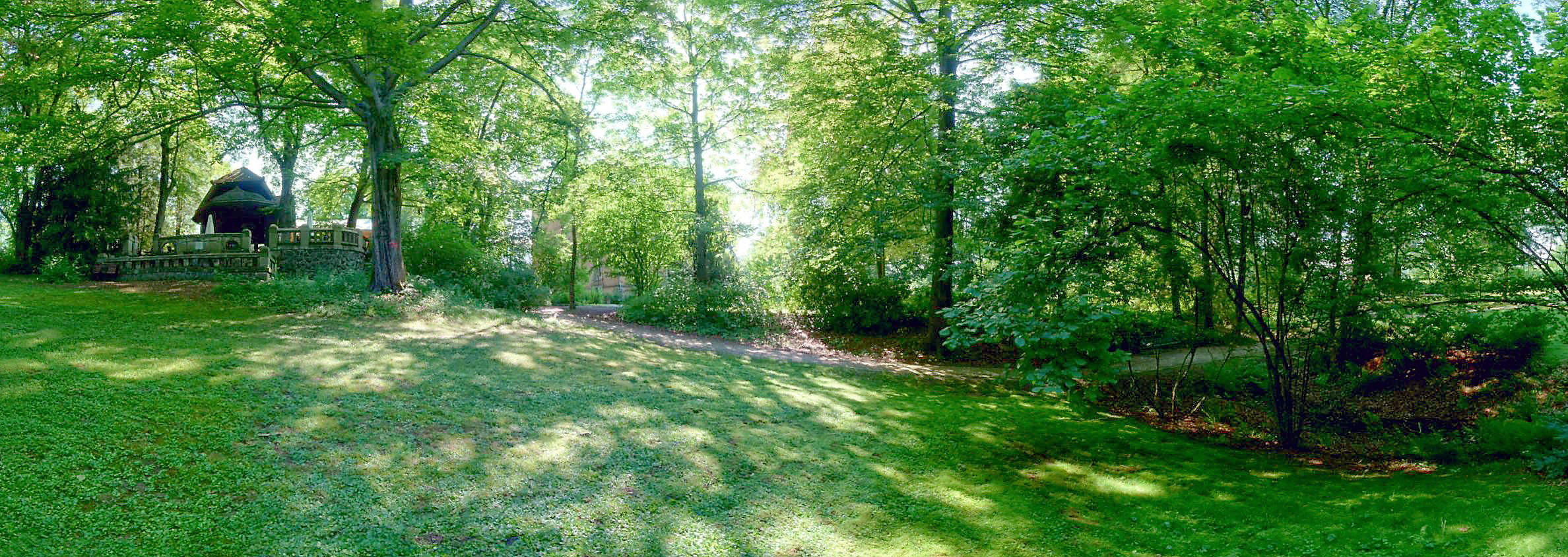
ドレスラース公園

  - クロイツタール市は、ドイツ鉄道からクロイツタールの駅を購入し、いわゆる「文化の駅」に改築した。この建物の中には、芸術家アネッテ・ベスゲンとウルリヒ・ランゲンバッハのアトリエおよび展示スペースがある。
- キンデルスベルク塔
  - 市内で2番目に高い海抜 617.9 m のキンデルスベルク山の上に高さ 22 m のキンデルスベルク塔がある。この塔は1907年にザウアーラント山地協会 (SGV) によって建設され、時代とともに改築がなされてきた。ここからは、市域が見渡せるほか、天気が良ければボン近郊のジーベン山地まで望むことができる。
- ユンケルンヘース城
  - ジーガーラントのルネサンスの宝であるユンケルンヘース城は、ジーガーラントで最も重要な世俗建築文化財の1つである。この城は元々1523年に騎士アダム・フォン・デア・ヘースによって水城として建設された。1698年に木組みの破風が拡張され、1999年に円塔が復元された。付属建造物として、旧ブラントヴァイン蒸留所や1796年建造の旧水車が遺されている。
- フェルンドルフ福音主義教会
  - 聖ラウレンティウス教会が建設されたのは13世紀前半である。この教会は後期ロマネスク様式のヴェストファーレンの三廊式ハレンキルヒェであり、西塔と三間の長堂を有している。内陣室は1887年に新しく建設された翼廊に置き換えられた。内部には、銘文と1559年の年号が刻まれた騎士ヴェルテン・フォン・デア・ヘースの墓碑（ルネサンス様式、鋳物）がある。
- クロムバッハ福音主義教会
  - この教会は1250年に聖ルトゲルス教会として建設された。簡素な後期ロマネスク様式のハレンキルヒェで、どっしりとした西塔を有している。内陣室は1間で半円形のアプシスを有しており、長堂は2間半である。装飾で満たされた講壇は1764年、祭壇台は1781年に造られたものである。いわゆる「ウェルシュ・ボンネット」の屋根を戴く現在の塔は1706年に建設されたもので、先代の塔が落雷によって破壊された後に建てられた。クロムバッハ教会の塔の中には3つの鐘がある。カタリーネングロッケまたはミットタークスグロッケ（13世紀頃）、ヨハン・モーリッツ・フォン・ナッサウ＝ジーゲンによって寄進されたシュトゥルムグロッケ（17世紀）、19世紀に交換されたトーテングロッケである[5]。
- ドレスラース公園
  - 工場主のドレスラー家にちなんで名付けられたこの公園施設には、市立文書館を含む市民・文化センターがある。フィレンツェ風ルネサンス宮殿様式の住居「ゲルベ・ヴィラ」（黄色い館）、比類ない装飾を有する歴史的な漆喰塗りレンガ造りの「ヴァイセ・ヴィラ」（白い館）、「馬車庫」（現在は託児所）、「御者の家」（現在はレストラン）、「音楽堂」、「園亭」といった建物は1860年から1880年に建設された。2011年からクロイツタールのクリスマスマーケットはこの公園で「公園のきらめき」をモットーに開催されている[16]。
- アルテンベルク
  - リットフェルト市区とヒルヒェンバッハのミューゼン市区との間のアルテンベルクに、13世紀からの集落、鉱山、製鉄の遺構（アルテンベルク鉱山廃村）がある。標識が整備された周回遊歩道がこのかつての鉱山集落を通っている。出土品はヒルヒェンバッハ＝ミューゼンの鉱業博物館に展示されている。
- 「エーヴィガー・フールマン」風力動力機
  - 「エーヴィガー・フールマン」は高さ約 150 m の世界で最も高い風力動力機の1つである。ローターの直径は約 66 m である。塔は鋼鉄を組んだ構造で、約 145 トンの重さがある。機械室だけで総重量は 63 トンある。
- クロンプリンツ＝フリードリヒ＝ヴィルヘルム坑
  - 市の中心部にクロンプリンツ＝フリードリヒ＝ヴィルヘルム坑のかつての入り口が見られる。この坑は、1826年から1876年まで稼働していた。この坑は、坑夫がミューゼナー地区へ入るのを短縮し、シュタールベルク坑と連携してエルンスドルフとミューゼンとの間の5145 m の地下道を形成していた。1931年のミューゼナー鉄鉱山の閉山後、この坑は1956年までクロイツタールの水道として利用された。第二次世界大戦中は、空爆の際に住民の避難壕となった。この向かいに、1865年頃に建造され、「神殿」として用いられていたいわゆる「シュトレンハウス」（坑小屋）があり、現在は市行政の分所が入所している。
- ハムブロッホ宿駅
  - かつての宿駅ハムブロッホがクロムバッハ市区にあり、百年以上の伝統をしのばせている。この建物は、馬車のための馬の交換所として用いられており、フランクフルト・アム・マインからゾースト、ヴィッパーフュルトからオランダへの広域商人が利用した。現在この建物にはレストランが入っている。

ここに記述した代表的な建築物の他にも人の生活や作品の痕跡が地中に埋もれている。素人目にはほとんど識別できないが、文化財リストには16件の埋蔵文化財が登録されている。これらは通常、ヴェストファーレン考古学博物館の指示に従って保護されている。
たとえば、ジーゲンの国土防衛施設の一部であるヘース地区の「シュラーク・アム・ヘールヴェーク」がある。これは国土を分割する土塁施設で、14世紀から17世紀になるまで利用されていた。敷地内の現在も良く識別できる堡塁は、何重もの土塁で構成されている。
- キンデルスベルク塔
- フェルンドルフの福音主義教会
- ヴァイセ＝ヴィラ
- クロンプリンツ＝フリードリヒ＝ヴィルヘルム坑

### スポーツ
クロイツタールは、多彩なスポーツクラブ活動が際だっている。州のスポーツ連盟を組織するクラブを合計すると 52のスポーツ種目が用意されている。また、以下のスポーツ施設がある: 多目的ホール 5棟、体育館 12棟（そのうち1棟は700席の観客席を持つ）、スポーツグランド 7面、屋外プール 5件（そのうち1つは温水屋外プールである）、遊戯広場 35か所、ボルツ場 19か所。さらにこの他に、例えば乗馬センターなどのクラブが所有する施設がある。ヘースタールには18ホールのゴルフ場もある。

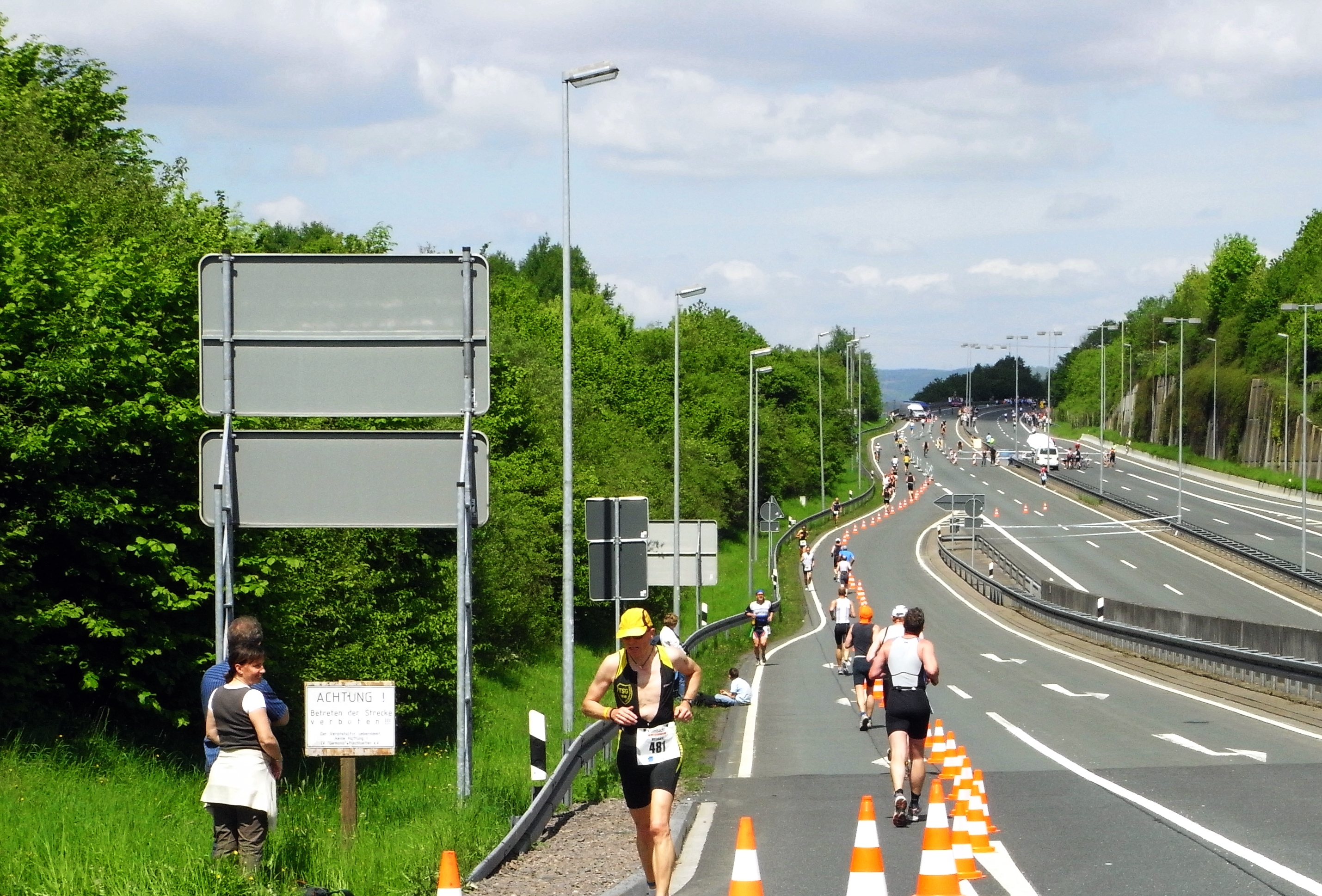
トライアスロン・ブッシュヒュッテンのランの様子（2009年）

### 年中行事
- 5月の第1日曜日: TV ゲルマニア・ブッシュヒュッテン 1885 主催のトライアスロン。このトライアスロン大会はドイツで最も重要な大会の1つに数えられる。
- 5月中頃: TuS フェルンドルフ主催のクロイツタール市オープン卓球都市選手権大会[17]。
- 9月初め: TV アイヒェンのキンデルスベルクレース。このレースはロタール＝レースシリーズの1つである[18]。

## 経済と社会資本

### 交通
市域を南北に連邦道 B54号線が通っている。この道路は都市アウトバーンとして拡充されており、「ヒュッテンタール街道」と呼ばれている。この道路は、南方面はジーゲンおよびアウトバーン A45線とこの街とを結んでいる。2006年6月23日に B54号線の北側はクロムバッハ市区のクロムバッハ高地にまで延長され、一般利用が可能となった。2006年12月1日には、ここからアウトバーン A4号線のオルペ南ジャンクションへの連結路が建設された。
東側については、連邦道 B508号線がヒルヒェンバッハ方面へ、B517号線がキルヒフンデムおよびレネシュタット方面に伸びている。
連邦道を並行して鉄道が通っている。南北方向にルール＝ジーク線が通っている。東西方向は、クロイツタール - ケルベ線がヴィトゲンシュタイナー・ラントを通ってマールブルクに向かう。市内には6つの駅がある（2003年現在）。中心となる駅はクロイツタール市区にある。この他にリットフェルト、アイヒェン、フェルンドルフ、クレーデンバッハに駅がある。さらにヒルヒェンバッハのダールブルーフ地区の名を冠した駅もクロイツタール市内にある。また、ここには南ヴェストファーレンで唯一の操車場（クロイツタール貨物駅）がある。クロイツタール操車場に接してこの地方唯一のコンテナ駅がある。この駅はランゲナウ市区に位置しており、ザウアーラントおよびジーガーラントの地域内貨物輸送を担っている。クロイツタール貨物駅には地域間コンテナ駅であるハーゲン＝フォアハレ駅経由で貨物列車が発着する。
1952年5月29日まで本市には、ジーゲンから来る路面電車、ジーゲナー・クライスバーン GmbH の1号線が通っていた。この会社は、クロイツタール - ブッシュヒュッテン工業用引き込み線の所有者でもある。この引き込み線はフェルンドルフバッハ川と平行に谷の西側を通っている。
本市は、数多くの地方路線バスで周辺都市と結ばれている。1998年以降クロイツラールには、南ヴェストファーレンで最初の市民バスが運行している。地方鉄道とバスは、ヴェストファーレン南交通協会の料金が適用される。
クロイツタールには郡南部のジーガーラント空港経由で来ることも可能である。

### 教育

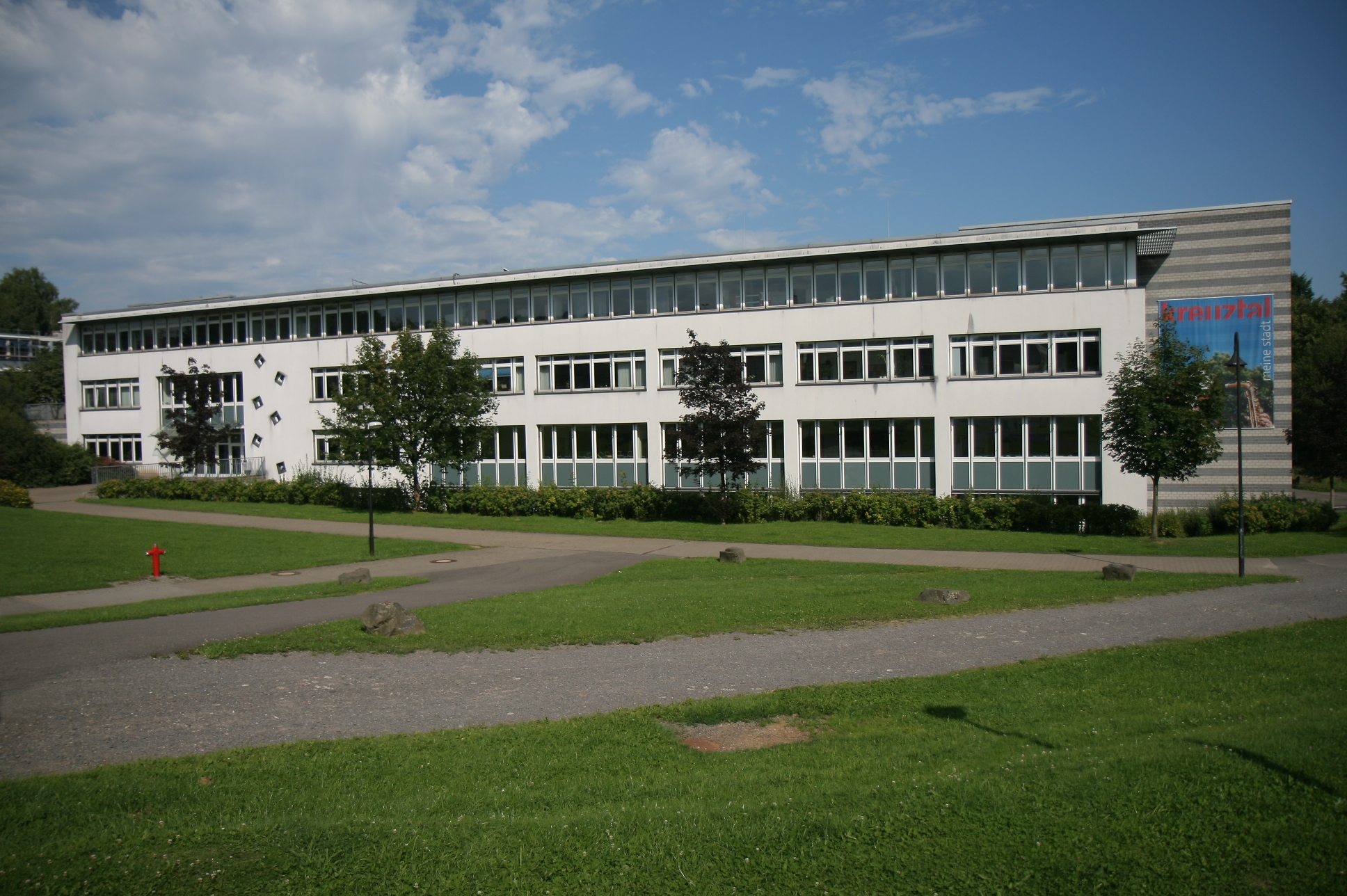
クララ＝シューマン総合学校

#### 学校
本市には、基礎課程学校が8校ある。このうち6校が市立学校、2校が宗教団体の運営する学校である。上級の学校は5校あり、そのうち1校は統合型総合学校である。クロイツタール学校センターには、クロイツタール市立ギムナジウム、1965年5月25日に移譲されたエルンスト＝モーリッツ＝アルント実科学校、クララ＝シューマン総合学校がある。学校センターに隣接して、市立ホール、天然芝のシュターディオン・シュテーラーヴィーゼ、体育館がある。この他に養護学校が1校ある。

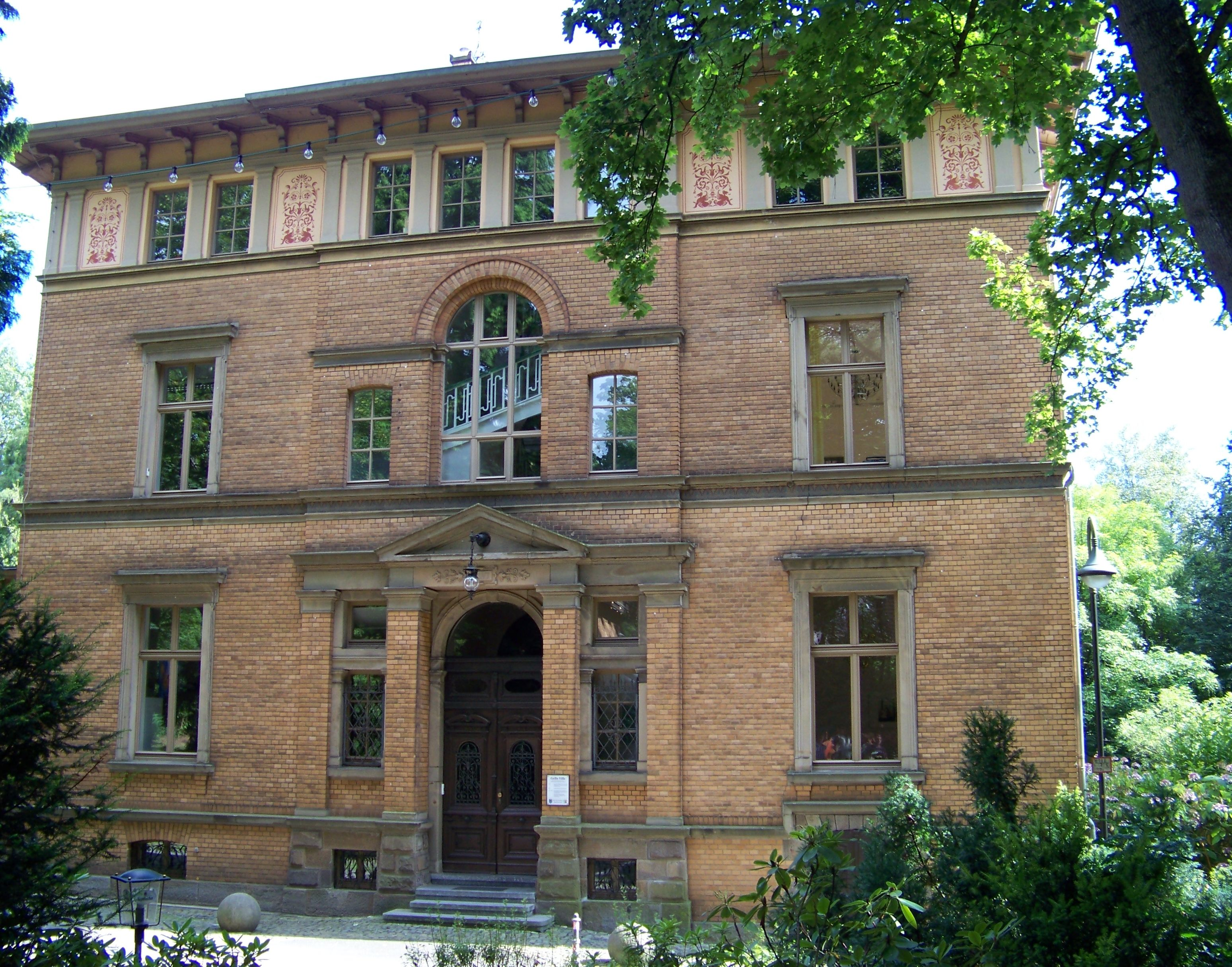
市立文書館が入居しているドレスラース公園のゲルベ＝ヴィラ

#### 図書館と文書館
市立文書館はドレスラース公園のゲルベ・ヴィラ内にある。以前は同じ場所にあった図書館は、2015年2月に「ローター・プラッツ」に新しく建設された建物に移転した。

#### その他の教育機関
- クロイツタール音楽学校は1980年に設立され、広範な教育プログラムを提供している。
- ジーゲン＝ヴィトゲンシュタイン郡市民大学はクロイツタールに分校を有している。

### 農業

#### 入会地
フェリングハウゼンの歴史的入会地は、ジーガーラントにおける伝統的な森林利用の形態を示している。森林組合は、自らが所有する広さ約 24 ha の土地を林業の古い形態（歴史的な入会地利用）で管理し、伝統の保護に貢献している。フェリングハウゼン森林組合の監督下、ヒルヒェンバッハ営林署と共同で学校、サークル、あるいは個人的なグループのために、定期的な参観行事がなされている。

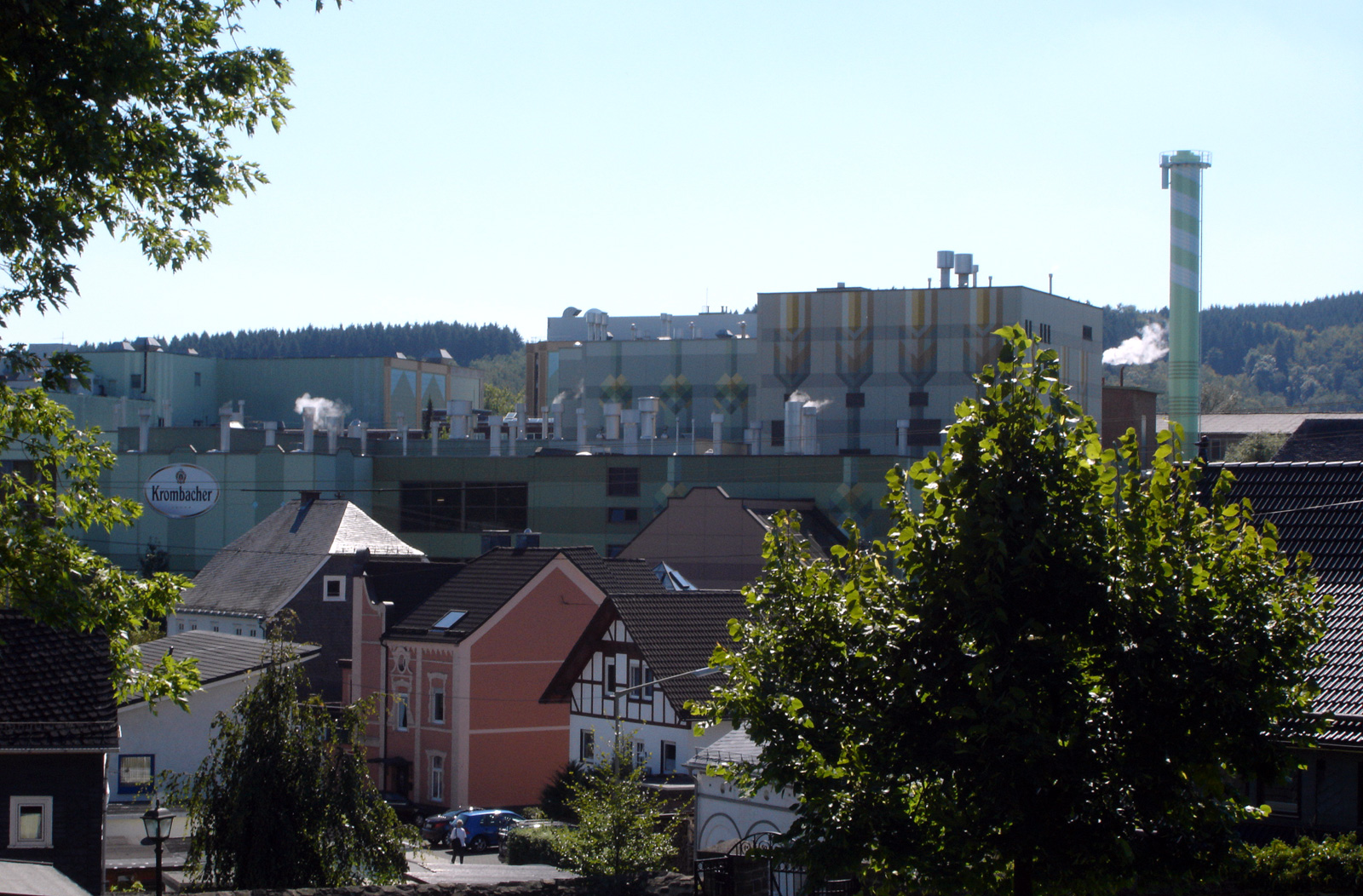
クロムバッハ・ブルワリー

### 地元企業
- クロムバッハ・ブルワリー
- ティッセンクルップ
- ZF レムフェルダー
- ブレファ

## 人物

### 出身者
- フリードリヒ・フリック（ドイツ語版、英語版）（1883年 - 1972年）企業家
- ハンス＝アルノルト・シュタールシュミット（1920年 - 1942年）第二次世界大戦時のパイロット
- フォルカー・ベルテルマン（1966年 - ）作曲家、ピアニスト

## 関連図書
- Mues, Willi: Der große Kessel. Eine Dokumentation über das Ende des Zweiten Weltkrieges zwischen Lippe und Ruhr/Sieg und Lenne. Erwitte 1984.
- Schneider, Peter: Spione am Himmel, Alliierte Luftbildaufklärung im Raum Wittgenstein während und nach dem Zweiten Weltkrieg.ISBN 3-87816-092-5, Erndtebrück 1996.

これらの文献は、翻訳元であるドイツ語版の参考文献として挙げられていたものであり、日本語版作成に際し直接参照してはおりません。

### 訳注
1. ↑  ドイツ語:  Bund der Heimatvertriebenen und Entrechteten、ドイツ人追放で故郷を逐われた人や公民権を剥奪された人たちの団体